# Phiditia maculosa
Phiditia maculosa är en fjärilsart som beskrevs av Paul Dognin 1916. Phiditia maculosa ingår i släktet Phiditia och familjen silkesspinnare. Inga underarter finns listade i Catalogue of Life.